# Padre Las Casas
Padre Las Casas ist eine Kommune im Süden Chiles. Sie liegt in der Provinz Cautín in der Región de la Araucanía. Sie hat 76.126 Einwohner und liegt unmittelbar südlich von Temuco, der Hauptstadt der Region, zu deren Metropolregion die Kommune zählt.

## Geschichte
Die Kommune wurde in Erinnerung an den spanischen Mönch Bartolomé de Las Casas, der sich gegen die Unterdrückung der südamerikanischen Ureinwohner während der Kolonialisierung einsetzte, Padre Las Casas genannt. Das Gebiet in der Region Araukarien wurde ursprünglich von den Mapuchen bewohnt. Bereits im 19. Jahrhundert ließen sich erste Kaufleute auf dem heutigen Gebiet der Gemeinde nieder. Am 1. September 1899 wurde vom damaligen chilenischen Präsidenten Federico Errázuriz Echaurren angeordnet, an der Stelle südlich des Río Cautín, wo sich heute Padre Las Casas befindet, eine Ortschaft unter dem Namen Ville Alegre zu gründen. Im Zuge dessen begannen die ersten Baumaßnahmen und Anfang des 20. Jahrhunderts wuchs Padre Las Casas weiter. Wichtig waren auch der Bau eines Landkrankenhauses sowie des Flugplatzes Maquehue in den 1920er Jahren. Besonders in den 1980er Jahren erlebte Padre Las Casas einen Aufschwung, da es sich unmittelbar südlich von Temuco befand. Daraufhin erhielt die Kommune am 2. Juli 1995 von Präsident Eduardo Frei Ruiz-Tagle offiziell den Status einer Kommune zuerkannt. Noch heute besteht eine enge Verbindung zu Temuco.

## Demografie und Geografie
Laut der Volkszählung aus dem Jahr 2017 lebten in Padre Las Casas 76.126 Einwohner, davon waren 36.996 männlich und 39.130 weiblich. 59,7 % lebten in urbanem Gebiet, der Rest in ländlichem Gebiet. Die Kommune Padre Las Casas besteht aus dem gleichnamigen Hauptort sowie einer Vielzahl kleinerer Dörfer und Häuseransammlungen, etwa Metrenco oder Lorena. Die Kommune hat eine Fläche von 400,7 km² und grenzt im Norden an Temuco, im Nordosten und Osten an Vilcún, im Süden an Freire sowie im Westen an Nueva Imperial.
Padre Las Casas wird im Norden durch den Río Cautín sowie im Süden durch den Río Vilcun begrenzt.

## Wirtschaft und Politik
In Padre Las Casas gibt es 985 angemeldete Unternehmen. Der aktuelle Bürgermeister von Padre Las Casas ist Juan Eduardo Delgado Castro von der rechtskonservativen RN. Auf nationaler Ebene liegt Padre Las Casas im 23. Wahlkreis, der den Südteil der Región de la Araucanía umfasst, unter anderem zusammen mit Pucón, Villarrica und Cunco.

## Fotogalerie

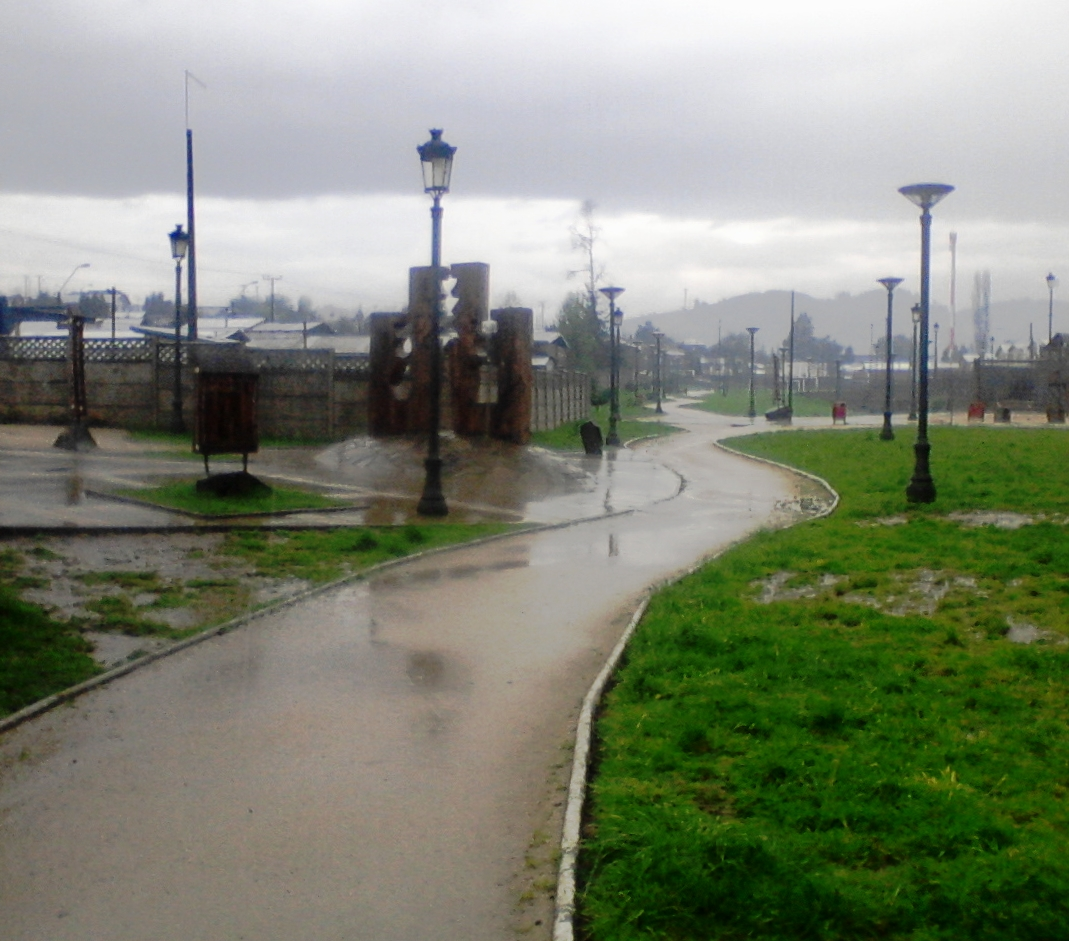
Der Parque Corvalán in Padre Las Casas
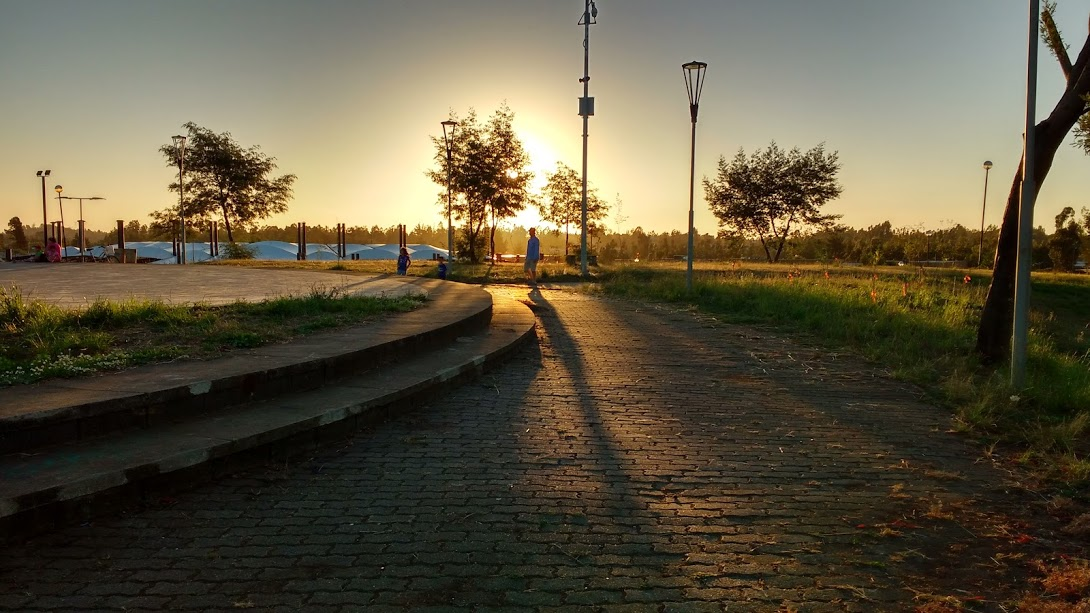
Der Parque Pulmahue in Padre Las Casas
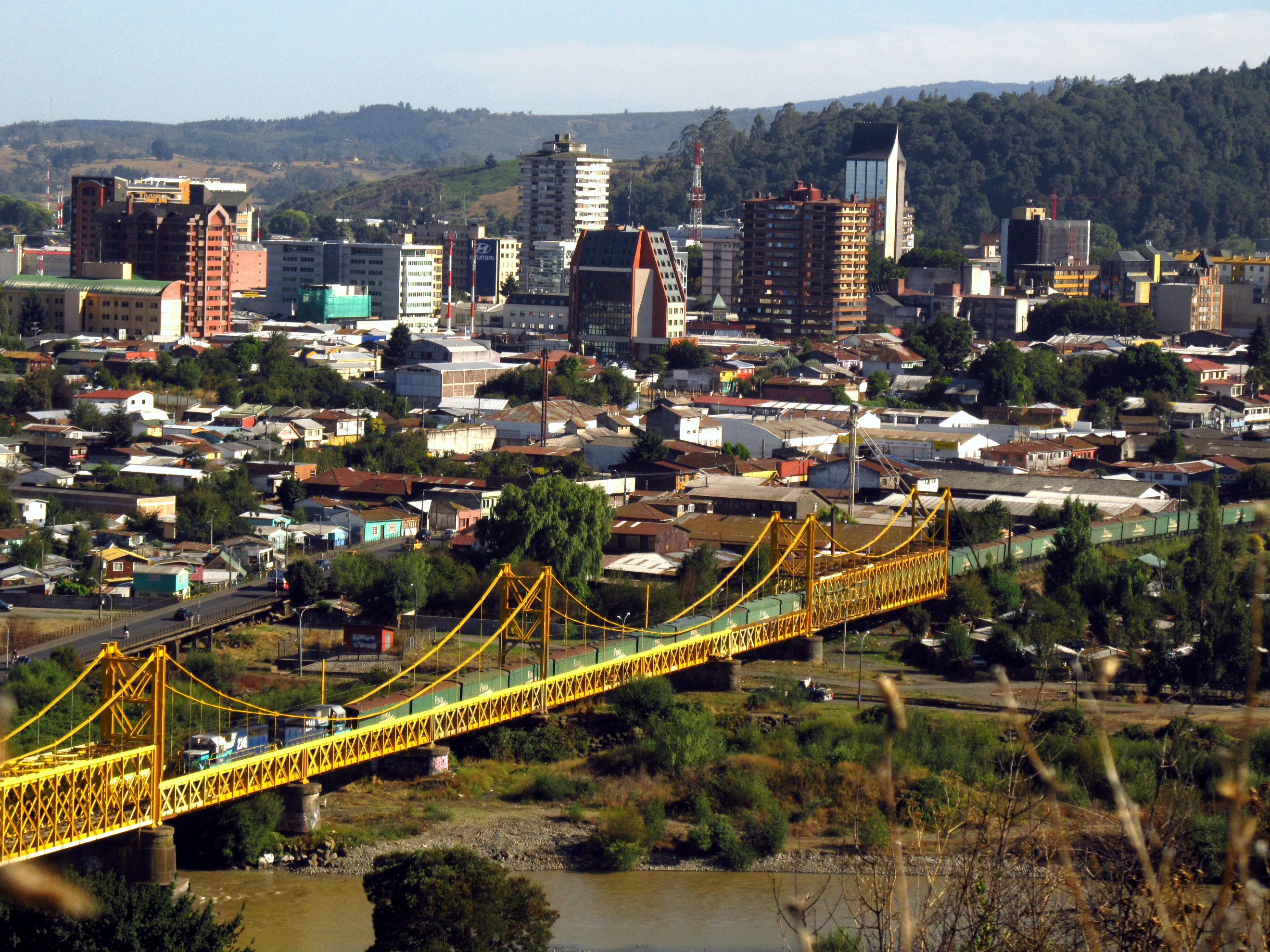
Die Eisenbahnbrücke über den Río Cautín zwischen Temuco und Padre Las Casas
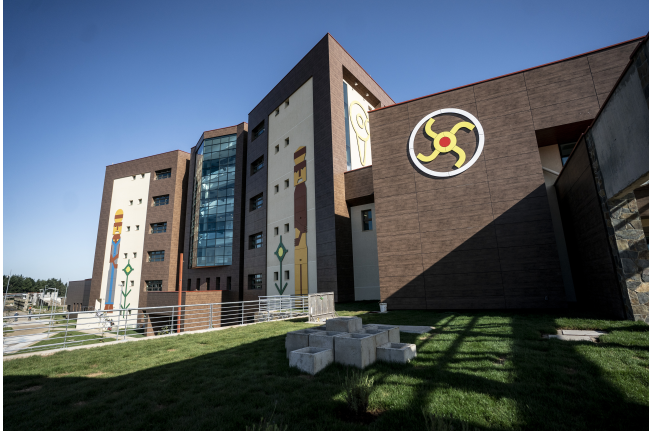
Das Krankenhaus von Padre Las Casas
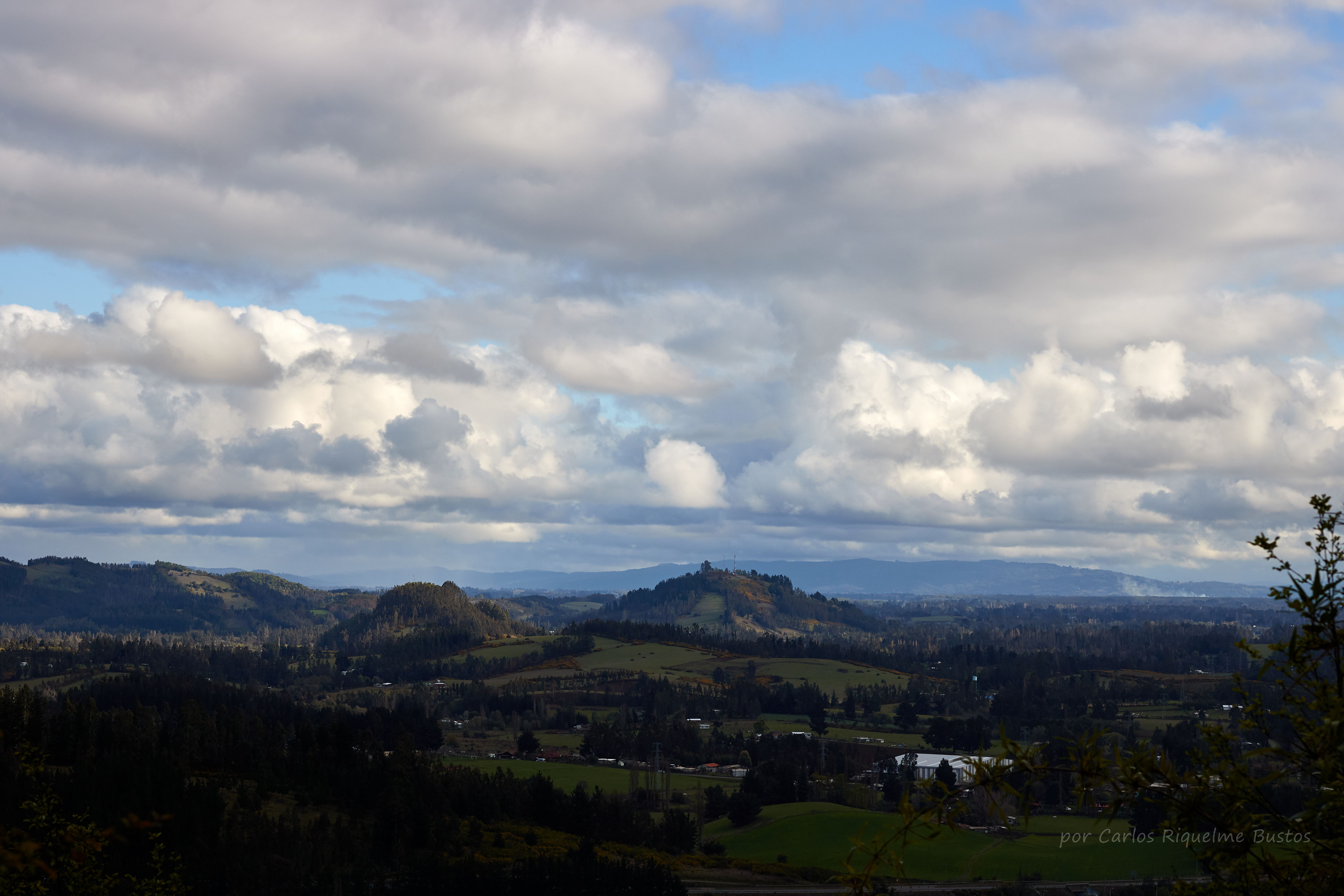
Der ländliche Sektor Huichahue der Kommune